# Савченко, Александр Петрович

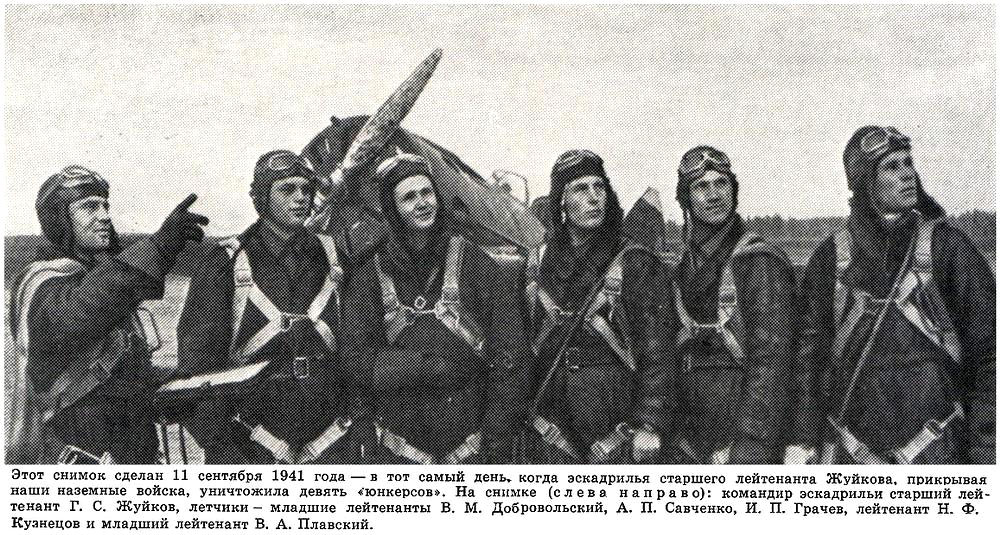
Младший лейтенант Александр Савченко (3-й слева). Ленинградский фронт, сентябрь 1941 года

Алекса́ндр Петро́вич Са́вченко (15 июля 1919, Алмазная, Донецкая губерния — 8 апреля 1988, Ростов-на-Дону) — участник Великой Отечественной войны, командир эскадрильи 127-го истребительного авиационного полка (282-я истребительная авиационная дивизия, 6-й смешанный авиационный корпус, 16-я воздушная армия, Центральный фронт), капитан. Герой Советского Союза.

## Биография
Родился 15 июля 1919 года на станции Алмазная, (ныне город) Луганской области Украины, в семье рабочего. Русский. Окончил 8 классов. Работал слесарем на Всесоюзной сельскохозяйственной выставке в Москве.
В Красной Армии — с 1939 года. Окончил Борисоглебскую военную авиационную школу лётчиков (1940). На фронтах Великой Отечественной войны с июня 1941 года. Член ВКП(б) с 1942 года.
15 декабря 1942 года был представлен к званию Герой Советского Союза, но награждён орденом Красного Знамени.
Будучи командиром эскадрильи 127-го истребительного авиационного полка в звании капитана к июлю 1943 года совершил 424 боевых вылета, в 64 воздушных боях лично сбил 11 и в группе — 15 самолётов противника. Всего за годы войны произвёл 493 боевых вылета, провёл 80 воздушных боёв.
Указом Президиума Верховного Совета СССР «О присвоении звания Героя Советского Союза офицерскому составу военно-воздушных сил Красной Армии» от 4 февраля 1944 года за «образцовое выполнение боевых заданий командования на фронте борьбы с немецкими захватчиками и проявленные при этом отвагу и геройство» удостоен звания Героя Советского Союза с вручением ордена Ленина и медали «Золотая Звезда».
После войны служил в ВВС СССР. В 1949 году окончил Высшие лётно-тактические КУОС. Командовал 741-м гвардейским истребительным авиационным полком. В 1954 году вышел в запас в звании подполковника.
Жил в Ростове-на-Дону, работал инженером в тресте «Стройконструкция».
Умер 8 апреля 1988 года. Был похоронен в Ростове-на-Дону.

## Награды
- Звание Героя Советского Союза (4 февраля 1944 года).
- Награждён орденом Ленина, тремя орденами Красного Знамени, двумя орденами Отечественной войны I степени и медалями.

## Память

Памятная доска в Ростове-на-Дону

- Имя Героя носила пионерская дружина Васьковской средней школы в Архангельской области.
- В Ростове-на-Дону на доме, где жил Герой, установлена мемориальная доска.